# 喬斯托 (喬治亞州)
喬斯托（英語：Choestoe）是位於美國喬治亞州尤寧縣的一個非建制地區。該地的面積和人口皆未知。

## 地理
喬斯托的座標為34°47′43″N 83°53′14″W / 34.79528°N 83.88722°W，而該地的平均海拔高度為591米（即1939英尺）。